# Gabriel Chang Bong-hun
Gabriel Chang Bong-hun (kor. 장봉훈, * 4. Januar 1947 in Eumseong, Südkorea) ist ein südkoreanischer Geistlicher und emeritierter römisch-katholischer Bischof von Cheongju.

## Leben
Gabriel Chang Bong-hun empfing am 3. Mai 1976 das Sakrament der Priesterweihe.
Am 3. Juni 1999 ernannte ihn Papst Johannes Paul II. zum Bischof von Cheongju. Der Erzbischof von Seoul, Nicholas Cheong Jin-suk, spendete ihm am 24. August desselben Jahres die Bischofsweihe; Mitkonsekratoren waren der Erzbischof von Gwangju, Andreas Choi Chang-mou, und der Bischof von Masan, Michael Pak Jeong-il.
Am 19. März 2022 nahm Papst Franziskus seinen altersbedingten Rücktritt an.